# 电热棒
电热棒，在中國大陸俗称“热得快”，是一种用于煮沸水的电子加热器。
电热棒的优点是加热速度较快，所以一般用来热牛奶，冲泡咖啡等，操作方法简单易懂，简单浸入保温瓶中即可对瓶内水加热煮沸；而且体积轻巧易携带，所以电热棒较常用于旅游途中和集体宿舍里。
同时缺点却也很明显：它的本身设计缺陷导致安全指数较危险，比如“无法自动断电”，只要电源持续且无外力干扰，电热棒就会无限度加热，至今因电热棒使用过程粗心大意所引发的火灾并非罕见个例。